# Йоппих, Петер
Пе́тер Йо́ппих (нем. Peter Joppich, род. 21 декабря 1982 года в Кобленце, Германия) — немецкий фехтовальщик на рапирах, бронзовый призёр олимпийских игр 2012 года в Лондоне, пятикратный чемпион мира и двукратный чемпион Европы.

## Спортивная биография
На летних Олимпийских играх Петер Йоппих дебютировал в 2004 году. В соревнованиях в индивидуальной рапире немецкий спортсмен уверенно преодолел два первых раунда, но в 1/4 финала Йоппих уступил будущему чемпиону французу Брису Гияру 12:15. В командной рапире немецкая сборная уже в первом раунде уступила фехтовальщикам из США 43:45. В классификационном раунде сборная Германии сначала победила сборную Южной Кореи 45:40, а затем уступили сборной Франции 38:45 и заняли 6-е место.
В 2008 году на летних Олимпийских играх в Пекине командная рапира проводилась только у женщин, поэтому Йоппих смог принять участие только в индивидуальных соревнованиях. Вновь, как и 4 года назад Йоппих дошёл до четвертьфинала, но теперь на его пути встал японец Юки Ота. Поединок закончился со счётом 15:12 в пользу Юки, а Йоппих занял итоговое 5-е место.
На летних Олимпийских играх 2012 года Йоппих впервые стал обладателем медали. В командной рапире немецкая сборная в четвертьфинале одолела сборную России 44:40, но затем в полуфинале в дополнительное время уступили японской сборной 40:41 и в матче за 3-е место встретились со сборной США, которую уверенно разгромили со счётом 45:27. В индивидуальной рапире Петер впервые не смог пробиться в четвертьфинал, уступив в 1/8 финала египтянину Алаэльдину Абуэлькассему 10:15.
Также на счету Петера Йоппиха 10 медалей мировых первенств, причём 5 из них золотые. Свою первую награду Йоппих выиграл в 20 лет в соревнованиях в командной рапире на чемпионате мира 2002 года. Спустя год Йоппих стал обладателем золота и в личной рапире.
В 2019 году немец стал призёром чемпионата Европы в командном турнире, завоевав серебряную награду.